# Emmelia aurivillii
Emmelia aurivillii is een vlinder van de familie van de uilen (Noctuidae). De wetenschappelijke naam van deze soort is voor het eerst voorgesteld als Acontia aurivillii door Hermann Hacker, Albert Legrain en Michael Fibiger in een publicatie uit 2010.
De soort komt voor in Namibië, Botswana en Zuid-Afrika.